# Коморники (Польковицький повіт)
Коморники (пол. Komorniki, нім. Eichbach) — село в Польщі, у гміні Польковиці Польковицького повіту Нижньосілезького воєводства.
Населення — 401 особа (2011).
У 1975-1998 роках село належало до Легницького воєводства.

## Демографія
Демографічна структура станом на 31 березня 2011 року:
|          | Загалом | Допрацездатний вік | Працездатний вік | Постпрацездатний вік |
| -------- | ------- | ------------------ | ---------------- | -------------------- |
| Чоловіки | 205     | 51                 | 144              | 10                   |
| Жінки    | 196     | 40                 | 121              | 35                   |
| Разом    | 401     | 91                 | 265              | 45                   |